# Мелкадзе, Валериан Ираклиевич
Валериан Ираклиевич Мелкадзе (1912—1981) — советский хозяйственный, государственный и политический деятель, доктор экономических наук, профессор, член-корреспондент АН Грузинской ССР.

## Биография
Родился в 1912 году. Член КПСС с 1941 года.
Участник Великой Отечественной войны. С 1946 года — на хозяйственной, общественной и политической работе. В 1946—1981 гг. — старший научный сотрудник Института экономики Грузинской ССР, заместитель заведующего, заведующий отделом пропаганды и агитации Тбилисского городского комитета КП(б) Грузии, 2-й секретарь Кутаисского областного комитета КП(б) Грузии, секретарь ЦК КП(б) Грузии,  заведующий Отделом науки и высших учебных заведений ЦК КП Грузии, заведующий кафедрой Партийной школы при ЦК КП Грузии, заведующий Отделом науки и культуры ЦК КП Грузии, директор Партийной школы при ЦК КП Грузии, начальник Статического управления при СМ Грузинской ССР, декан Тбилисского государственного университета, директор, профессор Научно-исследовательского института экономики и планирования народного хозяйства Грузинской ССР
Делегат XIX съезда КПСС.
Награждён шестью орденами. 
Умер в Тбилиси в 1981 году.